# Asura obliterata
Asura obliterata är en fjärilsart som beskrevs av Walker 1864. Asura obliterata ingår i släktet Asura och familjen björnspinnare. Inga underarter finns listade i Catalogue of Life.